# Helena Alemán i Sobrino
Helena Alemán i Sobrino (Barcelona, 28 de gener de 1985) és una escaladora catalana membre del Centre Muntanyenc Sant Llorenç Terrassa.

## Trajectòria
S'inicià en la pràctica de descens de barrancs, esquí i senderisme a l'Escola de Muntanya de Benasc. Posteriorment entrenà al Centre de Tecnificació d'Escalada Esportiva de la FEEC. El 2004 escalà una paret de dificultat 8a. Posteriorment, de la mà de Salvador Serrano, aconseguí el segon 8a i el primer 8a+ (Macho men a Sant Llorenç de Munt). L'any 2007 encadenà el primer 8b (Santa Linya), un 7c+ a vista, i el primer 8b+ ja el 2008.
Fou subcampiona juvenil de la Copa d'Espanya (2002), campiona sub-20 de la Copa d'Espanya (2003) i campiona (2012, 2016, 2018) i medalla de bronze (2013, 2014, 2015) de la Copa d'Espanya sènior. També guanyà el Campionat de Catalunya d'escalada esportiva (2006, 2007, 2017). Entre el 2008 i el 2010 participà en diverses proves de la Copa del Món. Aconseguí bons resultats a la Copa del Món de 2009 i es classificà entre les 50 millors escaladores del rànquing mundial.